# Борджия
Борджия (на италиански: Borgia, Борджа; на арагонски и на испански: Borja, Борха, на валенсиански: Borja, Борджа) е благородническо семейство от испански произход, което оставя дълготрайни следи в европейската история по времето на Ренесанса и едно от най-известните семейства в Италия през XV и XVI век. Те са и меценати на изкуството, допринесли за развитието на ренесансовото изкуство.
Родът е от Хатива, Кралство Валенсия, а фамилното му име е топоним от град Борха, тогава в Арагонската корона, в днешна Испания. През XV век, благодарение на Борджия-папите Каликст III (управлявал 1455 – 1458 г.) и Александър VI (управлявал 1492 – 1503 г.), Борджия успяват да концентрират огромно количество власт и богатство. С управлението на двамата папи се свързва и непотизмът. Особено по време на управлението на Александър VI те са заподозрени в много престъпления, включително прелюбодеяние, кръвосмешение, симония, кражба, подкуп и убийство (особено убийство чрез отравяне с вид арсен, наречен „Кантарела“). Поради стремежа си към власт те си създават като врагове Медичите, Сфорца и доминиканския монах Джироламо Савонарола, наред с други. 
Множество тъмни епизоди, често преувеличавани от техните опоненти, характеризират понтификата на Александър VI, предоставяйки материал за безкрайна литература през следващите векове: от разпуснатостта в Апостолическия дворец до предполагаемите кръвосмесителни любовни връзки, от престъпленията срещу противници или най-богатите кардинали от Римската курия (да конфискува вещите му), дори до предполагаемото братоубийство на Джовани от Чезаре. Сенки, които се сгъстяват и във военните кампании на сина му Чезаре, плашещ със своята свирепост, или в бурния брачен живот на сестра му Лукреция. Известността на Чезаре Борджия като военен и държавник е описана във фундаменталния труд на Макиавели „Владетелят“. В негова служба е дори и Леонардо да Винчи.
Със смъртта на папа Александър VI започва упадъкът на семейството. Въпреки това през 1644 г. Джовани Батиста Памфили, внук на Александър VI, е ръкоположен за папа с името Инокентий X.
Последният представител на Борджия по линията на херцозите от Гандия умира през 1748 г. Един от последните негови представители е Франциско де Борха, трети генерал на Йезуитския орден. Неаполитанските владетели на Калабрия също произлизат от семейството, както и днес често срещаните фамилни имена като Борха де Мила и Борха-Ланкол.
Семейство Борджия се откроява в историята като позорно потънало в грях и неморалност, но има доказателства, които предполагат, че тази едноизмерна характеристика е резултат от незаслужена съвременна критика.

## Произход
Борджиите вероятно водят своя произход в град Борха (Сарагоса) в тогавашната Арагонска корона – топоним, който идва от borg, „кръгъл“ на арабски, и той става през XII век век фамилно име, от което идва и името им. Дългото легендарно семейно развитие, инициирано от Родриго де Борха, бъдещият папа Александър VI, предпочита да забрави тази етимология и да изкове по-почтена – тази на boarius, „бик“, присъстващ на техния герб. Този бик символизира, по метонимична връзка, силата и плодородието. Алонсо де Борха, бъдещият папа Каликст III, добавя към ръба на щита бордюр с осем пламъка, представляващи осемте рицари Борджия, които според семейната легенда са придружавали краля на Арагон Хайме I по време на завладяването на Кралство Валенсия през 1238 г.
Няколко членове на това семейство, напълно неизвестни през XIII век, напускат град Борха по това време, за да участват в Реконкистата на град Хатива (Кралство Валенсия), където се заселват след превземането му. Наследственият крал на Сицилия – покровителят на Борджиите Алфонсо V  Арагонски е очарован от цивилизацията на полуострова. Той си оспорва Сардиния с генуезците, след което се заема да завладее Неаполитанското кралство, където остава непрекъснато от 1442 г. до смъртта си. За да управлява това кралство, той призовава Алонсо де Борха, опитен юрист. Тъй като Неапол де юре е под егидата на папството, неговият сюзерен го изпраща да се закълне във вярност пред папа Евгений IV; последният хвали дипломатическия талант на Алонсо и го издига в ранг на кардинал през май 1444 г. Той вижда името си латинизирано на „Алфонсо Борджия“ от булата на папа Мартин V и намира в Италия земя, достойна за амбициите и заслугите на семейството му.
Семейната легенда на Борджиите търси по-стара и по-престижна легитимация, като се свързва с престижна линия, датираща от XI век, особено от краля на Арагон Рамиро I и от Педро де Атарес – феодал на Борха през XII век,  който обаче умира бездетен, а всъщност историческите документи показват, че тяхната известност датира от стремителния им римски възход в средата на XV век.
През XV век има многобройни необосновани твърдения, че семейството е с първоначален еврейски произход и членовете му се преструват на благочестиви римокатолици. Тези подземни слухове са разпространявани, между другото, от Джулиано дела Ровере (папа Юлий II) и семейството често е описвано като марани от политическите му опоненти. Слуховете продължават да съществуват в популярната култура от векове, изброени в Полугота от 1912 г.

### Възходът на семейство Борджия
Към средата на XV век Борджиите се преместват в Рим след кардинал Алонсо де Борха (чието име е италианизирано на „Алфонсо Борджа“), избран за папа през 1455 г. с името Каликст III.
По-късно Родерик де Борха (чието име е италианизирано на „Родриго Борджа“), племенник на Алонсо, също е издигнат на папския трон през 1492 г. с името Александър VI. Той има три деца от неизвестни жени:
- Пиер Луиджи Борджия (1458–1491) херцог на Гандия
- Изабела Борджия (1467–1547)
- Джиролама Борджия (1469–1483).

Като кардинал има и четири деца от Ваноца Катанеи, благородничка от мантуански произход, която работи като съдържателка на хан в Рим:
- Чезаре Борджия (1475 – 1507)
- Джовани Борджия (1476–1497)
- Лукреция Борджия (1480–1519)
- Гофредо Борджия (1481–1516).

Вероятно има и дъщеря от Джулия Фарнезе:
- Лаура Орсини (1492 – 1530), припозната от пастрока си и след това омъжена за Николо дела Ровере, племенник на папа Юлий II

По време на своето папство той има още едно или две деца от непознати жени:
- Джовани Борджия (1498 – 1547/9), известен като Инфант на Рим, който за някои историци е плод на връзката между Лукреция Борджия и Педро Калдерон, папски паж
- Родриго Борджия (1502/3 – 1527), узаконен от папа Лъв X[15]

Епилогът на сагата за Борджиите, които също са покровители и любители на изкуството, е мистериозната смърт на папа Александър VI, за която се твърди, че е причинена от отрова. Други пък говорят за малария.
Чезаре е първият син на кардинал Родриго Борджия (бъдещ папа Александър VI) от Ваноца Катанеи и вероятно е роден на 13 септември 1475 г. Според инструкциите на баща си той е посветен в църковната кариера, така че веднага след като завършва, баща му го прави кардинал. Докато израства, той също става човек, опитен както в политиката, така и във войната. След смъртта на брат си Джовани той се отказва от кардиналството и става кондотиер. Като войник се поставя в служба на краля на Франция Луи XII, който го назначава за херцог на Валантиноа, от което произлиза прякорът му „Валентино“. С папските войски нахлува в различни държави в Романя, побеждава техните господари, обединява отново териториите им и е номиниран за херцог на Романя от баща си през 1501 г. Видна фигура от Италианския ренесанс, Чезаре силно впечатлява общественото мнение на времето с бързото си издигане до военно ниво, с хитростта, с която отмъщава на враговете си, и с майсторството, с което управлява Романя, както и за заговорите, в които е обвинен заедно с баща си. Николо Макиавели се вдъхновява от него за известната си творба „Владетелят“ (1513 г.). След смъртта на баща си Александър VI Чезаре губи голяма част от влиянието си и се противопоставя на врагове на дома, предимно папа Юлий II, той губи владенията си в Италия, хвърлен е в затвора и по-късно умира във Виана (12 март 1507 г.) в служба на своя девер Жан III Наварски, след като успява да избяга от затвора.
Лукреция Борджия е третото дете на кардинал Родриго Борджия от неговата метреса Ваноца Катанеи. Родена е в Субиако на 18 април 1480 г. Образована в изкуствата и литературата, тя е омъжена от баща си по политически причини на 12 години за графа на Пезаро Джовани Сфорца. През младостта си е замесена в поредица от скандали. През 1497 г. папата анулира сватбата и графът на Пезаро го обвинява, че е направил това само за да може свободно да извършва кръвосмешение с дъщеря си. Към това обвинение, което оказва голямо влияние върху обществения образ на Лукреция в Италия и Европа, се добавят това за кръвосмешение с братята ѝ и по-общото, че е похотлива жена. Някои хронисти съобщават, че тя е имала извънбрачен син. През 1500 г. нейният втори съпруг Алфонсо Арагонски е убит вероятно по заповед на брат ѝ Чезаре след промяна на съюзите, които са доближили Борджиите до краля на Франция.
Във Ферара, където се премества Лукреция след третия си брак с Алфонсо I д’Есте, тя създава културен клуб, в който участват Ерколе Строци, Пиетро Бембо и Лудовико Ариосто. След като става херцогиня, по време на периоди на отсъствие съпругът ѝ ѝ поверява регентството на херцогството на няколко пъти, в което Лукреция предлага на херцога „добри и големи услуги“ толкова много, че Пиер Терай, господар на  Баяр, я хвали, наричайки я „перла в този свят". По време на трудностите на войната нейната религиозност, която тя проявява няколко пъти в някои периоди от живота си, е подчертана: започва да носи власеница и се присъединява към Третия францискански орден, като също така основава монте ди пиетà във Ферара.
Тя умира млада на 24 юни 1519 г. от усложнения при раждане. Обвиненията в морална поквара, които изчезват по време на живота му във Ферара, се възобновяват след смъртта ѝ и са предадени на хрониките от многобройни противници на Борджиите, включително Якопо Санадзаро, Джовани Понтано и Франческо Гуичардини.

### Крахът на семейство Борджия
След смъртта на папа Александър VI през 1503 г. започва и упадъкът на семейството и много от членовете му се завръщат в Испания. Скандалите на папството по времето на Александър VI и неговите наследници водят до недоволство и желание за реформи в най-консервативните среди на Северна Европа, което скоро довежда до лутеранските тезиси. От испанския клон на Борджиите са кардиналите Хуан Борха и Педро Луис Борха.
По-късно правнукът на Александър VI, Франческо Борджия (1510-1572), става генерал на йезуитите и по-късно е провъзгласен за светец.
Италианският клон на рода изчезва през 1740 г. със смъртта на последния мъжки потомък, дон Луис Игнасио Борха, 11-ти херцог на Гандия, но в действителност той, след като се жени за Албертина Форнари, сменя фамилното си име с това на жена си, за да избегне безчестие, и всъщност днес пряката линия би трябвало да води до семейство Бертинели-Форнари от Перуджа.

### Други представители
Понастоящем в Еквадор и Чили е единственото потомство по бащина линия, което запазва бащиното фамилно име, или агнатска линия която пада директно от мъж по мъжка линия и която запазва и бащиното фамилно име – семейство Борха или Борджа, по права линия от Джовани Борджия, 2-ри херцог на Гандия, и Мария Енрикес де Луна, която продължава Лукас Висенте Хоакин Борха и Ластерос – син на Франсиско Хосе де Борха и Паче, херцог на Естрада. Един от описаните му потомци е Родриго Борха Севальос, държавен глава на Еквадор.
В Перуджа просперира съпътстващият клон Борджия-Сулпици, собственици на голям замък близо до Тразименското езеро.
Фамилното име „Борджа“ се среща в някои от албанските етнически и езикови общности в Италия (арбъреши) и е широко разпространено във варианти, които се различават малко. Първоначално фамилията е била на албански Borshi-a, произлизаща от местността Borsh в южната част на Вльора, близо до Билища. Тогава фамилията на албанците, изгнаници в Италия, е променена в сегашната си форма. Фонетиката вероятно е оказала влияние, тъй като звученето на фамилното име е много подобно на по-популярното "Borgia" на Арагонците, оттук и неговата „италианизация“, която се случва за много от фамилните имена на албанците в Италия. С фамилното име „Борджа“ се откроява фигурата на отец Нило, йеромонах василианец от абатството на Гротаферата и филолог. В гастрономическата област е ликьорът Еликсир „Сан Марцано Борши“ (Elisir San Marzano Borsci), произведен от семейство Борши от Тарантска Албания.

## Родословие
1. Неизв.
  1. Доминго де Борха († 1428)
    1. Алонсо де Борха (1378 – 1458), папа Каликст III
    2. Каталина де Борха († 1468) ∞ Хуан де Мила – начало на фамилията Борха де Мила
    3. Хуана († 1464) ∞ Матео Марти
    4. Франциска де Борха, монахиня
    5. Изабела де Борха († 1468) ∞ Хофре де Борха († 1437), неин братовчед

  2. Родриго Гил де Борха
    1. Хофре де Борха († 1437) ∞ Изабела де Борха († 1468)
      1. Педро Луис де Борджия (около 1431 – 1458), херцог на Сполето
      2. Беатрис ∞ Химен Перес де Аренос
      3. Текла ∞ Видал де Виланова
      4. Хуана ∞ Гием Лансол де Романи, барон на Виланова
      5. Родриго де Борха/Борджия (1431 – 1503), папа Александър VI, извънбрачна връзка с Ваноца дей Катанеи (1442 – 1518)
        1. Педро Луис Борджия (1460/1463 – 1488), Херцог на Гандия
        2. Джиролама Борджия (1469 – 1483) ∞ Джан Андреа Чезарини
        3. Изабела де Борха/Борджия (1470 – 1541) ∞ Пиер Джовани Матуци – начало на рода Борджия-Матуци
        4. Джовани Борджия (1474 – 1497) (Майка: Ваноца де Катанеи), като Хуан Борхия I. Херцог на Гандия ∞ Мария Енрикес (+ 1520), херцогиня на Гандия
          1. Хуан Борджия II (1494 – 1543), херцог на Гандия
            1. Франциско де Борха (1510 – 1572), херцог на Гандия до 1551, 3-ти генерал на Ордена на Йезуитите 1565 – начало на фамилията Борха-Арагон, последният представител умира през 1748

        5. Чезаре Борджия (1476 – 1507) (Майка: Ваноца дей Катанеи) Архиепископ на Валенсия и кардинал 1493, херцог на Валантиноа и Романя ∞ 1499 Шарлот д’Албер от Кралство Навара (1482 – 1514)
          1. Луиза Борха (1500 – 1553) ∞ 2. Филип дьо Бурбон
          2. 2 извънбрачни деца: Джироламо (р. 1500) и Камила (ок. 1501 – 1573)

        6. Лукреция Борджия (1480 – 1519) (Майка: Ваноца дей Катанеи) ∞ 1) 1493 Джовани Сфорца, владетел на Пезаро, ∞ 2) 1498 Алфонсо Арагонски († 1500), ∞ 3) 1502 Алфонсо I д’Есте (1476 – 1534), херцог на Ферара. от първите два брака няма деца:
          1. Родриго Борджия Арагон (1499 – 1512), от третия брак с Алфонсо Арагонски
          2. Ерколе II д'Есте (1508 – 1559), Херцог 1534 ∞ Рене де Франс (1510 – 1575), дъщеря на Луи XII, от брака на Лукреция Борджия с Алфонсо Д’Есте:
          3. Иполито II д'Есте (1509 – 1572), кардинал
          4. Алесандро д'Есте (* април 1514, † 10. Юли 1516)
          5. Елеонора д'Есте (* 3 юли 1515, † 15. Юли 1575), умира като монахиня
          6. Франческо д'Есте(* 1 ноември 1516, † 22 февруари 1578)
          7. Изабела Мария д'Есте (родена и починала през 1519)

        7. Гофредо/Хофре Борджия (1481 – 1517) (Майка: Ваноца де Катанеи) владетел на Калабрия ∞ 1) Санча Арагонска, извънбрачна дъщеря на неаполитанския крал Алфонсо II. ∞ 2) Мария де Мила – начало на фамилията Боржия-Калабрия/Скуилаче
        8. Лаура Орсини (* 1492), майка: Джулия Орсини, родена Фарнезе, сестра на папа Павел III (роден Александър Фарнезе) ∞ Николо де ла Ровере
        9. Джовани Борджия, наричан инфант на Рим (1498 – 1548), херцог на Непи и Камерино
        10. Родриго Борха (1503 – 1527) бенедиктински монах.

## Белетристика
- Марио Пузо; The Family (Фамилията)
- Хуна; Борджия – Трилогия
- Клабунд; Борджия. Роман на една фамилия
- Мануел Васкес Монталбан; О César o nada (1995) – „Император или нищо“
- Еберхард Киран; Борджия

## Филмография
- Los Borgia – Борджиите, режисьор Антонио Хернандес (2006)
- Маската на Борджиите (1949)
- The Conclave – Конклавът, Режисьор: Christoph Schrewe (2006)
- The Borgias – Борджиите, американски сериал (2011)
- Borgia – Борджия, сериал, европейска продукция (2011)